# Тійдо
Тійдо (ест. Tiido), також Тійду (ест. Tiidu), Куре (ест. Kure) — село в Естонії, входить до складу волості Валґ'ярве, повіту Пилвамаа.